# Wolental
Wolental – wieś kociewska w Polsce, położona w województwie pomorskim, w powiecie starogardzkim, w gminie Skórcz przy drodze wojewódzkiej nr 222.
Wieś królewska w 1664 roku należała do starostwa gniewskiego. W latach 1975–1998 miejscowość administracyjnie należała do województwa gdańskiego.

## Historia
Na polu między drogami do Wielkiego Bukowca i Czarnegolasu odkopano cmentarzysko grobów skrzynkowych z lat 700-400 p.n.e. Miejscowość ponownie została zasiedlona przez Krzyżaków w XIV w. W 1458 roku należała do pierwszego wojewody pomorskiego, Jana z Jani. W wojnie trzynastoletniej została całkowicie zniszczona. W II połowie XVI w. była własnością królewską, przynależną do starostwa gniewskiego (50 łanów). W 1570 roku była we wsi karczma. W 1598 roku wieś liczyła 15 kmieci. Pod względem skarbowym, sądowym i sejmikowym należała podówczas do powiatu tczewskiego. Osiedle zostało ponownie zniszczone w wojnie szwedzkiej 1655 – 1660 (Potop szwedzki.) Jak wynika z lustracji starostwa gniewskiego z 1664 roku, z osiadłej włóki odstawiano po pół korca żyta i po pół korca owsa. W 1664 roku nadano przywileje nowym osadnikom. Wiosną 1919 roku wybuchł tak zwany „Czarny Strajk” rolny w majątku Niemca Hortstmanna. Miejscowość została wyzwolona 4 marca 1945 roku. Majątek poniemiecki rozparcelowano. W latach pięćdziesiątych (do 1956 r.) istniała spółdzielnia produkcyjna. Wybudowano pawilon handlowy typu „Wrocław” (1961 r.), zlewnię mleka (1964 r.), remizę strażacką i klubokawiarnię „Ruch”. Powstało Kółko Rolnicze, które zorganizowało Spółdzielczy Ośrodek Rolny (1962 r.), wybudowano dla niego obiekty gospodarcze oraz bazę traktorowo-maszynową.

## Nazwa
Nazwa jest dwuczłonowa i wygląda na pierwotnie niemiecką, od słowa Wolle (wełna) i Thal (dolina). Według innych jest polsko-niemiecką mieszaniną, gdyż pierwszy człon wygląda na słowiański, bo pochodzący od słowa wola (wieś, która ma wolę, czyli prawo czynszowe). Nazwa brzmiała: krzyżacka – Wonnenthal z (Wonne = rozkosz, słodycz) i Wollenthal (XIV w., niemiecka – Wolenthal, hitlerowska – Wollenthal, Kleinwallenthal). Lud kiedyś wieś nazywał Pionki (od ludowego słowa: pionek, tj. ścięty piań drzewa).
Możliwe, że nazwa wywodzi się od nazwiska osadników w tej wsi, gdyż w sąsiednim Pączewie w 1706 r. zostaje ochrzczony Szymon Łobocki syn Jana i Anny Wollenthal.

## Położenie
Miejscowość leży 84 – 107 m n.p.m. wokół szosy ze Skórcza do Starogardu Gdańskiego. Południowo-wschodnimi peryferiami przepływa Węgiermuca, kilkaset lat temu rozlana w jezioro, po którym pozostały trzęsawiska, ostatnio zamienione w urodzajne łąki. Wieś ma zabudowę zwartą. W 1885 roku Wolental zajmował obszar 644 ha, w 1960 roku – 553 ha, i w 1965 roku – 879 ha.

## Układ przestrzenny
Układ przestrzenny wsi wielodrożny, zbudowana wzdłuż dwóch równoległych ulic. W północno-wschodniej części dawne założenie dworsko – folwarczne założone około połowy XIX wieku. Po wschodniej stronie granicę między Wolentalem a Wielbrandowem wyznaczała rzeka Węgiermuca, która przed setkami lat, w miejscu obecnych łąk stanowiła jezioro.

## Zabytki
Zachował się budynek szkoły z 1915 roku, pozostałości dużej zagrody chłopskiej z zachowanymi budynkami gospodarczymi (obok szkoły), kilka zagród średniej wielkości z początku wieku w południowej części wsi, pojedyncze domy o tradycyjnej zabudowie. Dwór spalony w czasie działań wojennych w roku 1945. Park podworski na terenie dawnego założenia folwarcznego – zdewastowany i przekształcony. Ruiny budynków więzienia pracy przymusowej. W 1982 roku postawiono obelisk z tablicą pamiątkową ku czci ofiar terroru z okresu II wojny światowej 1939 – 45, mieścił się tu starogardzki oddział więzienia pracy przymusowej.

## Ochotnicza Straż Pożarna w Wolentalu
Ochotnicza Straż Pożarna w Wolentalu powstała w 1903 r. Jest najstarszą strażą w gminie oraz okolicy. Od 2008 r. OSP w Wolentalu posiada nową remizę strażacką oraz plac rekreacyjny.